# 鳥山あかね
鳥山 あかね（とりやま あかね、1962年8月30日 - ）は、日本の女性シンガーソングライター、コピーライターである。代表作は鈴与グループ企業CMの「くじら～いつかきっと～」である。

## 経歴
- 東京都文京区に生まれる[1]。
- 3歳からピアノを習い始め、高校生より東京藝術大学の教授にクラリネットを師事[4]。その後ヤマハポピュラーソングコンテスト（ポプコン）に応募し、1983年の第25回ポピュラーソングコンテストつま恋本選会では優秀賞を受賞、曲名は童未望（ドミノ）。
  - ポプコン出場前まで人前で歌ったことは無かったが、予選会で彼女のステージで歌を聴いた女性ファンが中心となって、レコードデビューさせようという約500人の署名を集め、デビューが決まる[1]。
- 1997年の第1回静岡県CMコンテスト（静岡県広告協会主催）では、彼女が作曲し、歌唱した鈴与グループ企業CM「くじら篇」で優秀賞を受賞[5][6]。
- 現在はフリーにて活動[4]。

## ディスコグラフィ

### シングル
- 童未望（ドミノ）[7] - 1983年9月21日発売（トーラスレコード）[1] - 作詞、作曲、歌
  - ヤマハポピュラーソングコンテスト優秀賞受賞曲。曲名はドミノ倒しのドミノと「子供心（童心）に未来を望む」という意味を込めた歌詞の内容とを掛けている[1]。

## 作品

### CMソング
一部の曲は本人のホームページで聞くことができる。
- ライオン ルック（作曲・編曲・歌）
- ライオン リード（作曲・編曲） ?-2006年
- 鈴与グループ くじら篇（作曲・編曲・歌）1997年-2000年代、2015年10月-
  - この曲は2023年現在もテレビ朝日系『報道ステーション』内のCMで聞くことができる[3]。
- クロネコヤマトの宅急便 サウンドロゴ（歌）
- 日本ペットフード ビタワンツー（作曲・編曲）
- ライオン チャーミーグリーン（作曲・歌）1994年

ほか

### 店内ソング
- ミスタードーナツ 店内ソング「Mr.飲茶」（作曲）

### アニメソング
- デビューな季節 - テレビアニメ「ママレードボーイ」イメージソング[9]

### テレビ番組
- いないいないばあっ!
  - ぱっくん　も～ぐも～ぐ（作詞・作曲・編曲）
  - まねまねわんわん！ （作詞・作曲・編曲）
  - ペンギン☆ペンギン（作詞・作曲）
  - 虫のおんがくたい （作詞）

ほか